# Overton, Hampshire
Overton är en ort och civil parish i Storbritannien.   Den ligger i grevskapet Hampshire och riksdelen England, i den södra delen av landet, 80 km väster om huvudstaden London. Overton ligger 87 meter över havet och antalet invånare är 3 392.
Terrängen runt Overton är huvudsakligen platt. Overton ligger nere i en dal. Runt Overton är det ganska tätbefolkat, med 172 invånare per kvadratkilometer. Närmaste större samhälle är Basingstoke, 12,3 km öster om Overton. Trakten runt Overton består till största delen av jordbruksmark.